# Irmgard Lukasser
Irmgard Lukasser (Assling, 3 febbraio 1954) è un'ex sciatrice alpina austriaca.

## Biografia
Specialista della discesa libera in grado di ben figurare anche in altre specialità dello sci alpino (in Coppa del Mondo ottenne piazzamenti tra le prime dieci anche in slalom gigante e combinata), Irmgard Lukasser colse i primi successi in carriera durante la stagione 1971-1972 di Coppa Europa, nella quale vinse la classifica di slalom gigante e si piazzò 2ª in quella di discesa libera e 3ª in quella generale. Salì per la prima volta sul podio in Coppa del Mondo il 7 dicembre 1972 nella discesa libera disputata a Val-d'Isère, suo primo piazzamento di rilievo nel circuito, dove concluse 3ª dietro all'austriaca Annemarie Moser-Pröll e alla francese Jacqueline Rouvier; nella stagione successiva prese parte ai Mondiali di Sankt Moritz 1974, chiudendo 14ª nello slalom gigante e 13ª nello slalom speciale.
L'8 gennaio 1976 a Meiringen salì per l'ultima volta sul podio in Coppa del Mondo, giungendo 2ª in discesa libera alle spalle della svizzera Bernadette Zurbriggen; in seguito fu convocata per i XII Giochi olimpici invernali di Innsbruck 1976, sua unica presenza olimpica, dove si piazzò 12ª nella discesa libera e 29ª nello slalom gigante. Ai Mondiali di Garmisch-Partenkirchen 1978 fu 9ª nella discesa libera e l'ultimo piazzamento della sua attività agonistica fu il 12º posto ottenuto nella discesa libera di Coppa del Mondo disputata il 4 febbraio 1979 a Pfronten.

## Palmarès

### Coppa del Mondo
- Miglior piazzamento in classifica generale: 10ª nel 1973
- 5 podi (tutti in discesa libera):
  - 2 secondi posti
  - 3 terzi posti

### Coppa Europa
- Miglior piazzamento in classifica generale: 3ª nel 1972[1]
- Vincitrice della classifica di slalom gigante nel 1972[1]

### Campionati austriaci
- 2 medaglie[1]:
  - 2 bronzi (discesa libera nel 1972; discesa libera nel 1978)

### Campionati austriaci juniores
- 3 medaglie[1]:
  - 3 ori (slalom gigante nel 1971; slalom gigante, slalom speciale nel 1972)